# Olla podrida
Olla podrida (pronuncia: òja podrìda; letteralmente: "pentola marcia") è il nome popolare di uno stufato originario della cucina spagnola presente già nella gastronomia del Medioevo, e classificato all'interno della famiglia dei bolliti. Prende il suo nome dal contenitore nel quale tradizionalmente si cucina, ed è un piatto molto pesante, indicato pertanto per l'inverno. In Spagna rappresenta una speciale tradizione dell’Estremadura e della Castiglia e Leone.

## Etimologia
Si è soliti ammettere che il nome provenga da olla poderida: «poderida» nel senso di pentola dei poderosi, dei potenti, soltanto i benestanti potevano avvicinarsi a questo piatto, mentre il popolo doveva accontentarsi di erbe del campo e verdure; oppure si riferisce a ingredienti «poderosi», che davano molta forza. La e sarebbe scomparsa con i numerosi processi di evoluzione della lingua, trasformando la parola in podrida, confondendosi piano piano con l'accezione di imputridire.

## Storia
Ci sono autori che denominano questo bollito la comunione delle carni, degli ortaggi e dei legumi. Lo scrittore del Secolo d'Oro Calderón de la Barca descrive la olla podrida come la «principessa dei bolliti», essendo il piatto il più emblematico dell'epoca.
Nel XIX secolo la parola ha acquistato -incluso in Francia- l'accezione di 'composizione musicale formata da frammenti o soggetti di opere diverse'. Ed è precisamente con questa accezione musicale che la Francia ha restituito alla Spagna la olla podrida già con un'influenza francese, con la parola popurrí (da potpourri). Si dice «l'orchestra ha interpretato un popurrí di...» perché suona meglio rispetto a «ha interpretato una olla podrida di...». Tale è l'uso frequente di popurrí, che ciò nonostante può impiegarsi per alludere a qualsiasi miscuglio di roba varia, significato che di fatto è la sua prima accezione nel Dizionario della Reale Accademia Spagnola.

### Varianti ispanoamericane
In Argentina e Uruguay, già dal Vicereame del Río de la Plata (che si considera a partire dalla spedizione comandata da Ferdinando Magellano, 1520 circa) erano comuni le "ollas podridas" di origine creola che includevano le carni del Paese (lama, guanaco, nandù ecc.) anche se molto presto grazie alla straordinaria proliferazione di bovini, si diede preferenza alle carni rosse di mucca e specialmente vegetali del Paese del Rio de la Plata: le patate, le patate dolci, le zucche, il mais, il fagiolo, le carote, il peperoncino e perfino nelle zone nord est del Cono Sud anche la manioca, con meno percentuale di cavolo cappuccio e ceci; in tal modo la olla podrida del Rio de la Plata ha dato luogo al puchero (piatto argentino-uruguaiano e rioplatense) il cui consumo è solito principalmente nei giorni freddi del Cono Sud (tra maggio e settembre).
In Colombia la olla podrida si è evoluta nel sancocho, piatto che in ogni regione ha differenti versioni, che vanno dal "trifasico" che presenta tre carni: maiale, pollo e bovino; nelle altre versioni si utilizza la gallina o bovino, ma sempre accompagnati da yucca, banana, patata e marinatura.
A Cuba, è l'antecedente dell'ajiaco, il piatto nazionale della cucina cubana, ricco di yucca, patata americana, patata, colocasia (bianca e gialla), igname, mais (sotto forma di pannocchie e in palline di granturco), zucca, banana (verde e matura), aghi, gilo, guance e corpi di maiale, pollo (a preferire gallina) e strisce di carne essiccata; nella marinatura il condimento speciale è il peperoncino, oltre alla cipolla, pomodori, aglio, sale e strutto.
In Costa Rica, deriva dalla "olla de carne", molto popolare nel cibo creolo tradizionale. Si tratta di un piatto a base di verdure e vari tipi di carne, specialmente quella di pollo. Un tempo era il piatto tradizionale con cui si cenava, specialmente nelle famiglie più povere. Contiene principalmente vegetali autoctoni come il chayote, la patata dolce, la yucca, la patata, le carote e le pannocchie, anche se è normale arricchirla con altri ingredienti come l'igname e la zucca. La olla de carne in Costa Rica si serve normalmente con il riso, il quale si cucina la maggior parte delle volte come parte del piatto o anche a parte. I vegetali che avanzano sono utilizzati per preparare un "purè di verdure" il giorno dopo.
In Messico sono stati aggiunti elementi rurali come il peperoncino o il fico d'India, anche se in città come Perote si serve nel modo tradizionale.
In Perù il bollito che ha preservato in modo migliore l'eredità della olla podrida è il shámbar; tradizionale nella Regione di La Libertad. Un altro bollito nel quale i legumi cedono il posto alle verdure varie è il "sancochado" piatto tipico della sua gastronomia e variante meticcia della olla podrida o del bollito madrileno. Consiste in una zuppa a base di carne, tuberi e verdure. Il giovedì è divenuto tradizionale il suo consumo nella città di Lima; oggi è una delle zuppe più popolari del Perù.

## Nella letteratura
Nel Quijote, Cervantes mette in bocca dello scudiero Sancho queste parole: «...ciò mi sembra una pentola marcia, che per la diversità di roba che in tali pentole marce ci sono, non potrò che imbattermi in alcuna che mi sia di gusto e profitto...».
La Regenta, di Leopoldo Alas "Clarín", comincia: "...Vetusta, la molto nobile e leale città, corte reale in un lontano secolo, permetteva la digestione del lesso e della pentola marcia".
Nel Conte di Montecristo, Alexandre Dumas mette in bocca di Edmundo Dantés: “—Se mi conosceste meglio —ha risposto sorridendo il conte—, non vi preoccupereste di una faccenda quasi umiliante per un viaggiatore come me, che ha successivamente esagerato con i maccheroni a Napoli, con la polenta in Milano, la pentola marcia a Valencia, il riso cotto a Costantinopoli, il curry in India e i nidi di rondine in Cina.”
Nel La capanna dello zio Tom di Harriet Beecher Stowe, si scrive che «eccolo dunque seduto, felice e raggiante di gloria, davanti a un'enorme padella, con una specie di olla podrida fatta con gli avanzi di due o tre giorni».

## Ingredienti
Variano in funzione della regione o Paese che la cucinano. Così, la olla podrida spagnola ha tra i suoi principali ingredienti i fagioli, cucinati in una pentola di argilla per varie ore (da lì il suo nome "olla de barro") finché rimanevano morbidi. Alla pentola si aggiungono poi i seguenti ingredienti a base di carne: Salsiccia di Burgos, chorizo (salsiccia iberica), marinatura, cibi stagionati e affumicati (costolette di maiale, pancetta, orecchio e muso del porco o zampe di maiale). Inoltre a volte si aggiunge l'infarcitura (simile al bollito), realizzata con uovo.
In funzione della geografia, si servono solitamente prima le verdure nel piatto, dopo la carne e per ultimo il brodo, che deve essere caldo.